# Ordinul „Steaua Republicii Socialiste România”

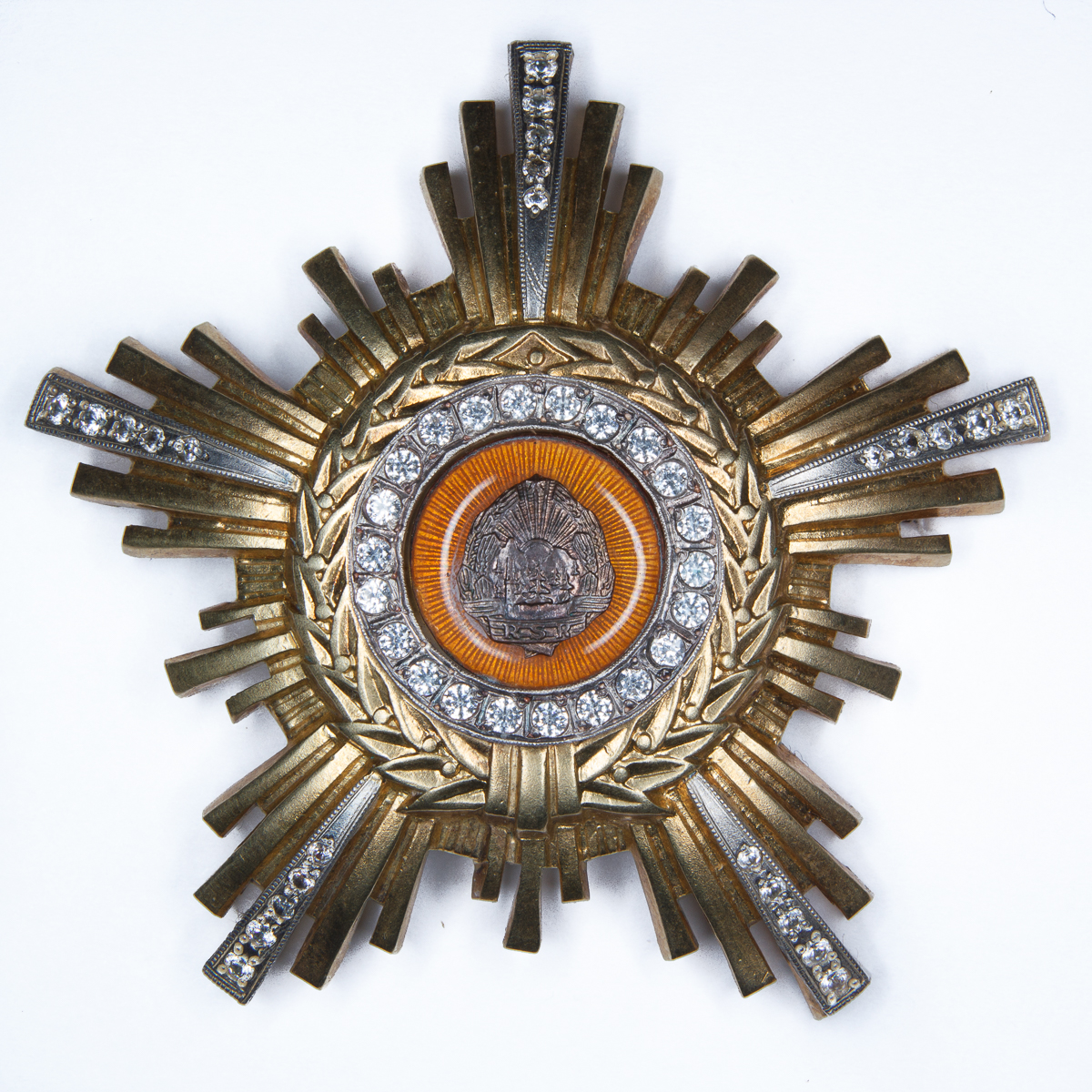
Ordinul Steaua Republicii Socialiste România Cl.1

Ordinul Steaua Republicii Socialiste România a fost succesoarea ordinului Steaua Republicii Populare Romîne, organizat pe cinci clase, fiind prima decorație creată, la mai puțin de o lună de la proclamarea R.P.R.
Ordinul național „Steaua Republicii Populare Romîne” reprezenta cea mai înaltă distincție a R.P.R. Ordinul înființat la data de 12 ianuarie 1948, era acordat militarilor, civililor sau cetățenilor străini pentru merite deosebite în domeniul politic, social, științific sau cultural.
Dacă forma de bază inițială a ordinului "Steaua R.P.R." era o stea în 5 colțuri, emailată roșu, simbol tipic sovietic; Steaua Republicii Socialiste România a devenit o stea circulară, cu 10 grupe de raze, aurită, având adăugat în funcție de clasă, un inel cu imitații de pietre prețioase în jurul medalionului central pe care era stema României.